# بخش بنتون (شهرستان مونرو، اوهایو)
بخش بنتون (به انگلیسی: Benton Township) یک منطقهٔ مسکونی در ایالات متحده آمریکا است که در شهرستان مونرو، اوهایو واقع شده‌است.
 بخش بنتون ۵۸٫۵ کیلومتر مربع مساحت و ۳۳۸ نفر جمعیت دارد و ۳۰۰ متر بالاتر از سطح دریا واقع شده‌است.